# Mistrovství Evropy v curlingu
Mistrovství Evropy v curlingu je turnaj v curlingu, který je organizovaný Světovou curlingovou federací (World Curling Federation) (WCF).
První turnaj se uskutečnil v roce 1975 a je organizovaný každým rokem.

## Přehled evropských šampionátů mužů
| Poř. | Rok     | Město                  | Zlato           | Stříbro         | Bronz               |
| ---- | ------- | ---------------------- | --------------- | --------------- | ------------------- |
| 1.   | ME 1975 | Megève                 | Norsko          | Švédsko         | Skotsko             |
| 2.   | ME 1976 | Západní Berlín         | Švýcarsko       | Norsko          | Skotsko a Švédsko   |
| 3.   | ME 1977 | Oslo                   | Švédsko         | Skotsko         | Západní Německo     |
| 4.   | ME 1978 | Aviemore               | Švýcarsko       | Švédsko         | Dánsko              |
| 5.   | ME 1979 | Varese                 | Skotsko         | Švédsko         | Itálie a Norsko     |
| 6.   | ME 1980 | Kodaň                  | Skotsko         | Norsko          | Švédsko             |
| 7.   | ME 1981 | Grindelwald            | Švýcarsko       | Švédsko         | Dánsko              |
| 8.   | ME 1982 | Kirkcaldy              | Skotsko         | Západní Německo | Švýcarsko           |
| 9.   | ME 1983 | Västerås               | Švýcarsko       | Norsko          | Skotsko             |
| 10.  | ME 1984 | Morzine                | Švýcarsko       | Skotsko         | Norsko              |
| 11.  | ME 1985 | Grindelwald            | Západní Německo | Švédsko         | Norsko              |
| 12.  | ME 1986 | Kodaň                  | Švýcarsko       | Švédsko         | Norsko              |
| 13.  | ME 1987 | Oberstdorf             | Švédsko         | Norsko          | Švýcarsko           |
| 14.  | ME 1988 | Perth                  | Skotsko         | Norsko          | Švýcarsko           |
| 15.  | ME 1989 | Engelberg              | Skotsko         | Norsko          | Západní Německo     |
| 16.  | ME 1990 | Lillehammer            | Švédsko         | Skotsko         | Norsko              |
| 17.  | ME 1991 | Chamonix-Mont-Blanc    | Německo         | Skotsko         | Švýcarsko           |
| 18.  | ME 1992 | Perth                  | Německo         | Švédsko         | Skotsko a Švýcarsko |
| 19.  | ME 1993 | Leukerbad              | Norsko          | Švédsko         | Švýcarsko           |
| 20.  | ME 1994 | Sundsvall              | Skotsko         | Švýcarsko       | Švédsko             |
| 21.  | ME 1995 | Grindelwald            | Skotsko         | Švýcarsko       | Norsko              |
| 22.  | ME 1996 | Kodaň                  | Skotsko         | Švédsko         | Švýcarsko           |
| 23.  | ME 1997 | Füssen                 | Německo         | Dánsko          | Skotsko             |
| 24.  | ME 1998 | Flims                  | Švédsko         | Skotsko         | Norsko              |
| 25.  | ME 1999 | Chamonix-Mont-Blanc    | Skotsko         | Dánsko          | Finsko              |
| 26.  | ME 2000 | Oberstdorf             | Finsko          | Dánsko          | Švédsko             |
| 27.  | ME 2001 | Vierumäki              | Švédsko         | Švýcarsko       | Finsko              |
| 28.  | ME 2002 | Grindelwald            | Německo         | Švédsko         | Norsko              |
| 29.  | ME 2003 | Courmayeur             | Skotsko         | Švédsko         | Dánsko              |
| 30.  | ME 2004 | Sofie                  | Německo         | Švédsko         | Norsko              |
| 31.  | ME 2005 | Garmisch-Partenkirchen | Norsko          | Švédsko         | Skotsko             |
| 32.  | ME 2006 | Basilej                | Švýcarsko       | Skotsko         | Švédsko             |
| 33.  | ME 2007 | Füssen                 | Skotsko         | Norsko          | Dánsko              |
| 34.  | ME 2008 | Örnsköldsvik           | Skotsko         | Norsko          | Německo             |
| 35.  | ME 2009 | Aberdeen               | Švédsko         | Švýcarsko       | Norsko              |
| 36.  | ME 2010 | Champéry               | Norsko          | Dánsko          | Švýcarsko           |
| 37.  | ME 2011 | Moskva                 | Norsko          | Švédsko         | Dánsko              |
| 38.  | ME 2012 | Karlstad               | Švédsko         | Norsko          | Česko               |
| 39.  | ME 2013 | Stavanger              | Švýcarsko       | Norsko          | Skotsko             |
| 40.  | ME 2014 | Champéry               | Švédsko         | Norsko          | Švýcarsko           |
| 41.  | ME 2015 | Esbjerg                | Švédsko         | Švýcarsko       | Norsko              |
| 42.  | ME 2016 | Renfrewshire           | Švédsko         | Norsko          | Švýcarsko           |
| 43.  | ME 2017 | St. Gallen             | Švédsko         | Skotsko         | Švýcarsko           |
| 44.  | ME 2018 | Tallinn                |                 |                 |                     |
| 45.  | ME 2019 | Helsingborg            |                 |                 |                     |

### Pořadí podle medailí
| Poř. | Země      | Zlato | Stříbro | Bronz | Celkem |
| ---- | --------- | ----- | ------- | ----- | ------ |
| 1.   | Skotsko   | 12    | 7       | 7     | 25     |
| 2.   | Švédsko   | 11    | 13      | 5     | 28     |
| 3.   | Švýcarsko | 8     | 5       | 11    | 23     |
| 4.   | Německo   | 6     | 1       | 3     | 10     |
| 5.   | Norsko    | 5     | 12      | 11    | 28     |
| 6.   | Finsko    | 1     |         | 3     | 17     |
| 7.   | Dánsko    |       | 5       | 5     | 10     |
| 8.   | Česko     |       |         | 1     | 1      |
| 8.   | Itálie    |       |         | 1     | 1      |

## Přehled evropských šampionátů žen
| Poř. | Rok     | Město                  | Zlato           | Stříbro   | Bronz                     |
| ---- | ------- | ---------------------- | --------------- | --------- | ------------------------- |
| 1.   | ME 1975 | Megève                 | Skotsko         | Švédsko   | Švýcarsko                 |
| 2.   | ME 1976 | Západní Berlín         | Švédsko         | Francie   | Anglie a Skotsko          |
| 3.   | ME 1977 | Oslo                   | Švédsko         | Švýcarsko | Skotsko                   |
| 4.   | ME 1978 | Aviemore               | Švédsko         | Švýcarsko | Skotsko                   |
| 5.   | ME 1979 | Varese                 | Švýcarsko       | Švédsko   | Skotsko                   |
| 6.   | ME 1980 | Kodaň                  | Švédsko         | Norsko    | Západní Německo a Švédsko |
| 7.   | ME 1981 | Grindelwald            | Švýcarsko       | Švédsko   | Dánsko                    |
| 8.   | ME 1982 | Kirkcaldy              | Švédsko         | Itálie    | Švýcarsko                 |
| 9.   | ME 1983 | Västerås               | Švédsko         | Norsko    | Švýcarsko                 |
| 10.  | ME 1984 | Morzine                | Západní Německo | Švédsko   | Švýcarsko                 |
| 11.  | ME 1985 | Grindelwald            | Švýcarsko       | Skotsko   | Norsko                    |
| 12.  | ME 1986 | Kodaň                  | Západní Německo | Švýcarsko | Dánsko                    |
| 13.  | ME 1987 | Oberstdorf             | Západní Německo | Švédsko   | Norsko                    |
| 14.  | ME 1988 | Perth                  | Švédsko         | Skotsko   | Švýcarsko                 |
| 15.  | ME 1989 | Engelberg              | Západní Německo | Švýcarsko | Švédsko                   |
| 16.  | ME 1990 | Lillehammer            | Norsko          | Skotsko   | Švýcarsko                 |
| 17.  | ME 1991 | Chamonix-Mont-Blanc    | Německo         | Norsko    | Švédsko                   |
| 18.  | ME 1992 | Perth                  | Švédsko         | Skotsko   | Německo a Norsko          |
| 19.  | ME 1993 | Leukerbad              | Švédsko         | Švýcarsko | Norsko                    |
| 20.  | ME 1994 | Sundsvall              | Dánsko          | Německo   | Norsko                    |
| 21.  | ME 1995 | Grindelwald            | Německo         | Skotsko   | Norsko                    |
| 22.  | ME 1996 | Kodaň                  | Švýcarsko       | Švédsko   | Německo                   |
| 23.  | ME 1997 | Füssen                 | Švédsko         | Dánsko    | Německo                   |
| 24.  | ME 1998 | Flims                  | Německo         | Skotsko   | Dánsko                    |
| 25.  | ME 1999 | Chamonix-Mont-Blanc    | Norsko          | Švédsko   | Švýcarsko                 |
| 26.  | ME 2000 | Oberstdorf             | Švédsko         | Norsko    | Švýcarsko                 |
| 27.  | ME 2001 | Vierumäki              | Švédsko         | Dánsko    | Švýcarsko                 |
| 28.  | ME 2002 | Grindelwald            | Švédsko         | Dánsko    | Norsko                    |
| 29.  | ME 2003 | Courmayeur             | Švédsko         | Švýcarsko | Dánsko                    |
| 30.  | ME 2004 | Sofie                  | Švédsko         | Švýcarsko | Norsko                    |
| 31.  | ME 2005 | Garmisch-Partenkirchen | Švédsko         | Švýcarsko | Dánsko                    |
| 32.  | ME 2006 | Basilej                | Rusko           | Itálie    | Švýcarsko                 |
| 33.  | ME 2007 | Füssen                 | Švédsko         | Skotsko   | Dánsko                    |
| 34.  | ME 2008 | Örnsköldsvik           | Švýcarsko       | Švédsko   | Dánsko                    |
| 35.  | ME 2009 | Aberdeen               | Německo         | Švýcarsko | Dánsko                    |
| 36.  | ME 2010 | Champéry               | Švédsko         | Skotsko   | Švýcarsko                 |
| 37.  | ME 2011 | Moskva                 | Skotsko         | Švédsko   | Rusko                     |
| 38.  | ME 2012 | Karlstad               | Rusko           | Skotsko   | Švédsko                   |
| 39.  | ME 2013 | Stavanger              | Švédsko         | Skotsko   | Švýcarsko                 |
| 40.  | ME 2014 | Champéry               | Švýcarsko       | Rusko     | Skotsko                   |
| 41.  | ME 2015 | Esbjerg                | Rusko           | Skotsko   | Finsko                    |
| 42.  | ME 2016 | Renfrewshire           | Rusko           | Švédsko   | Skotsko                   |
| 43.  | ME 2017 | St. Gallen             | Skotsko         | Švédsko   | Itálie                    |
| 44.  | ME 2018 | Tallinn                |                 |           |                           |
| 45.  | ME 2019 | Helsingborg            |                 |           |                           |

### Pořadí podle medailí
| Poř. | Země      | Zlato | Stříbro | Bronz | Celkem |
| ---- | --------- | ----- | ------- | ----- | ------ |
| 1.   | Švédsko   | 19    | 11      | 4     | 34     |
| 2.   | Německo   | 8     | 1       | 4     | 13     |
| 3.   | Švýcarsko | 6     | 9       | 12    | 27     |
| 4.   | Rusko     | 4     | 1       | 1     | 6      |
| 5.   | Skotsko   | 3     | 11      | 7     | 21     |
| 6.   | Norsko    | 2     | 4       | 7     | 13     |
| 7.   | Dánsko    | 1     | 3       | 8     | 12     |
| 8.   | Itálie    |       | 2       | 1     | 3      |
| 9.   | Francie   |       | 1       |       | 1      |
| 10.  | Anglie    |       |         | 1     | 1      |
| 10.  | Finsko    |       |         | 1     | 1      |